# Нельсон-Одода, Оливия
Оливия Нельсон-Одода (англ. Olivia Nelson-Ododa; родилась 17 августа 2000 года, Лансинг, штат Мичиган, США) — американская профессиональная баскетболистка, выступающая в женской национальной баскетбольной ассоциации за клуб «Коннектикут Сан». Была выбрана на драфте ВНБА 2022 года во втором раунде под девятнадцатым номером командой «Лос-Анджелес Спаркс». Играет на позиции тяжёлого форварда.

## Ранние годы
Оливия родилась 17 августа 2000 года в городе Лансинг (штат Мичиган) в семье Себастьяна Ододы и Хизер Нельсон, у неё есть два брата, Алонзо и Айзея, училась в городке Уайндер (штат Джорджия) в средней школе Уайндер-Барроу, в которой выступала за местную баскетбольную команду.